# Meteorus spilosomae
Meteorus spilosomae är en stekelart som beskrevs av T.C. Narendran och Rema 1996. Meteorus spilosomae ingår i släktet Meteorus och familjen bracksteklar. Inga underarter finns listade i Catalogue of Life.